# Satoshi Koizumi
Satoshi Koizumi (小泉 訓 Koizumi Satoshi?), född 9 juni 1985 i Tokyo prefektur, är en japansk före detta fotbollsspelare.
Koizumi började sin karriär 2008 i Tokushima Vortis. Han avslutade karriären 2009.